# Marcus von Eickstedt
Marcus von Eickstedt, Marx von Eickstedt (zm. 1661) – szlachcic pomorski, dyplomata.
Od 1627 w służbie ostatniego księcia pomorskiego Bogusława XIV. Wysyłany w misjach dyplomatycznych do cesarza Ferdynanda I, do elektora brandenburskiego Jerzego Wilhelma, do króla Szwecji Gustawa II Adolfa oraz do króla Danii Chrystiana IV. Po bezpotomnej śmierci Bogusława XIV w 1637 zwolennik zawartych wcześniej traktatów przekazujących Pomorze Zachodnie Brandenburgii, a przeciwnik zajęcia księstwa przez Szwecję. Został wysłany wraz z syndykiem miejskim Szczecina Friedrichem Rungem przez stany pomorskie na rokowania w sprawie pokoju do Osnabrück, by tam przeciwstawić się pretensjom zgłaszanym przez Szwecję, a później (ze szczególną determinacją) starał się nie dopuścić do podziału Pomorza Zachodniego. Po niepowodzeniu w kwestii tego ostatniego, wydaje się, że Marcus von Eickstedt wycofał się z życia publicznego.